# Villahán
Villahán is een gemeente in de Spaanse provincie Palencia in de regio Castilië en León met een oppervlakte van 32,60 km². Villahán telt 108 inwoners (1 januari 2016).

## Demografische ontwikkeling
Bron: INE, 1857-2011: volkstellingen